# Knute Nelson

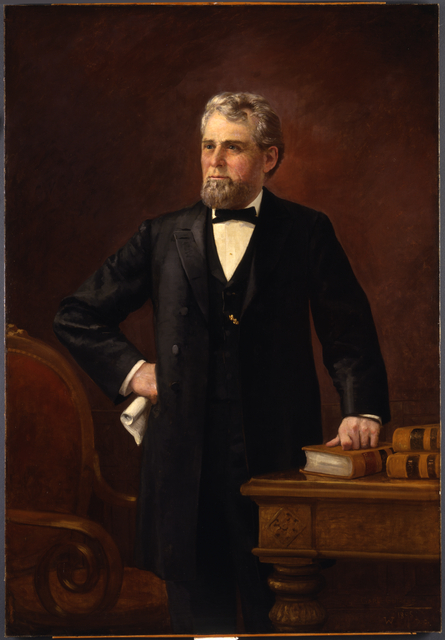
Porträtt av Knute Nelson

Knute Nelson, född 2 februari 1843 i Evanger (numera Voss), Norge, död 28 april 1923 nära Timonium, Maryland, USA, var en norsk-amerikansk politiker. Han var den 12:e guvernören i delstaten Minnesota 1893–1895. Han representerade dessutom Minnesota i båda kamrarna av USA:s kongress som republikan.

## Tidigt liv
Knute Nelson föddes 1843 som utomäktenskapligt barn till Ingebjørg Haldorsdatter Kvilekval. Det finns olika teorier om vem fadern var trots att det står Helge Knudsen Styve på dopbeviset. De tidigaste åren bodde barnet med modern i Bergen där hon arbetade som piga. De emigrerade 1849 till USA och då hette han Knud Helgeson Kvilekval. Modern arbetade som piga i Chicago. Följande året gifte hon sig med Nils Olson Grotland, en man från de norska hemtrakterna, och de flyttade till Palmyra i Wisconsin. Där kom han att heta Knute Nelson.

## Tidig politisk karriär och krigstjänst

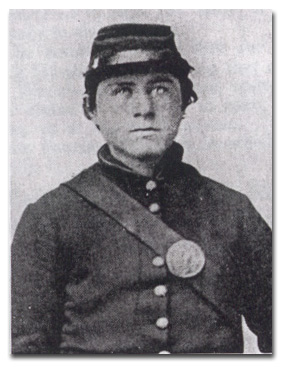
Knute Nelson under amerikanska inbördeskriget

Nelson gick med i demokraterna som tonåring. På den tiden var han anhängare av senator Stephen A. Douglas. Trots föräldrarnas motstånd tog han värvning i nordstatsarmén i början av amerikanska inbördeskriget. Nelson deltog i striderna i Louisiana och sårades vid belägringen av Port Hudson. Han blev tillfångatagen och frigavs efter belägringens slut. Han befordrades sedan till korpral. Nelsons åsikter var amerikanskt patriotiska och han ansåg att för få norskamerikaner hade deltagit i inbördeskriget. Under den här tiden läste han Esaias Tegnérs Frithiofs saga i norsk översättning.
Nelson blev amerikansk medborgare och bytte parti från demokraterna till republikanerna. Han inledde 1867 sin karriär som advokat i Dane County i Wisconsin. Han var ledamot av Wisconsin House of Representatives, underhuset i delstatens lagstiftande församling, 1868–1869. Under den här tiden gifte han sig med Nicolina Jacobsen från landskapet Toten i Oppland. De flyttade 1871 till Douglas County, Minnesota. Nelson var ledamot av delstatens senat i Minnesota 1874–1878 och ledamot av USA:s representanthus 1883–1889.

## Guvernör i Minnesota

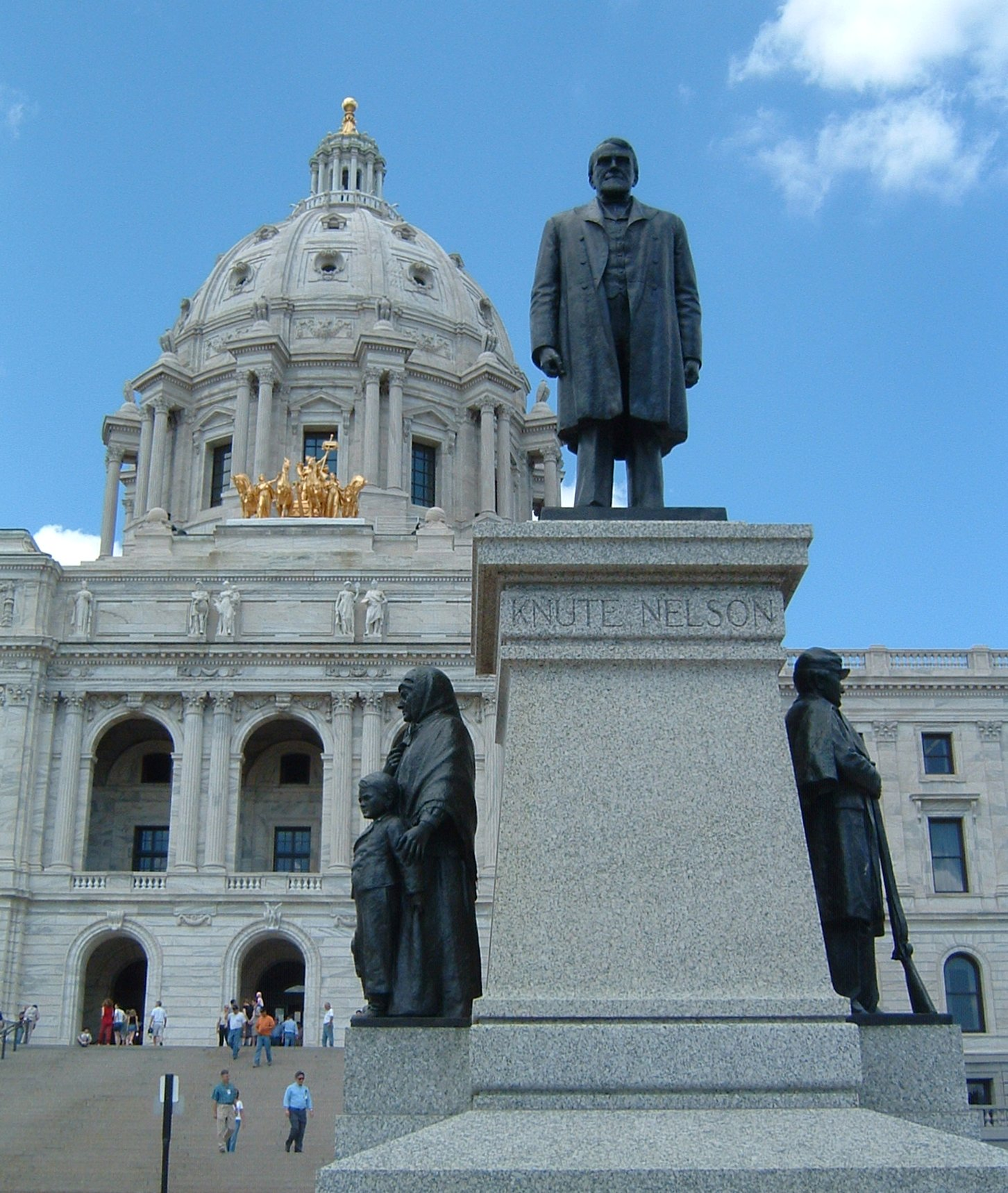
Nelsonstatyn i Saint Paul, Minnesota

Nelson ämnade att lämna politiken när han 1888 bestämde sig för att inte kandidera till omval i representanthuset. Han var verksam som advokat, jordbrukare och affärsman i Minnesota. Redan 1890 diskuterades det inom jordbrukarnas intresseorganisation Farmers' Alliance i Minnesota om Nelson som en möjlig guvernörskandidat. Han tackade nej den gången. Två år senare dök hans namn upp som ett alternativ till den maktposition som jordbrukarnas politiska representanter hade fått. Nelson var allmänt accepterad inom partiet och han nominerades enhälligt av de 709 delegaterna till republikanernas partikonvent i Minnesota inför 1892 års guvernörsval. Han vann valet med 42,6 % av rösterna mot 37 % för demokraten Daniel Lawler och 15,6 % för Populistpartiets Ignatius Donnelly, en tidigare republikansk viceguvernör. Som guvernör stod Nelson för en försiktig reformpolitik. Trots den ekonomiska nedgången i form av 1893 års panik lyckades han bli omvald i 1894 års guvernörsval. Populistpartiets Sidney Owen blev tvåa och demokraten George Becker trea i det valet.

## Senator för Minnesota

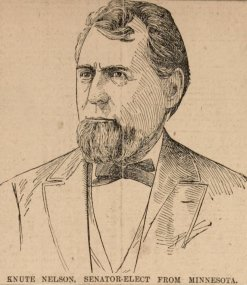
Nyvald senator

Samtidigt som Nelson omvaldes till guvernör, hade han i stillhet smidit planer på att ersätta den sittande senatorn och partikamraten William D. Washburn. Att han inte behövde föra kampanj offentligt i ett tidigt skede berodde på att det var alltid delstatens lagstiftande församling som valde senatorer innan 1914 års 17:e författningstillägg. Kampanjen nådde sin höjdpunkt i januari 1895. Båda ledande republikanerna i Minnesota lobbade hårt för stöd bland ledamöterna i delstatens lagstiftande församling. När republikanerna beslöt om sin kandidat 18 januari 1895, räckte inte Washburns stöd till att bli nominerad i första omröstningen. I andra omröstningen ökade sedan Nelson sitt understöd markant. Han valdes 23 januari 1895 till USA:s senat som dess första ledamot född i Norden. Nelson tillträdde 4 mars 1895 och stannade kvar som senator fram till sin död. Företrädaren Washburn uppmanade till att senatorer skulle bli folkvalda i framtiden. Nelson omvaldes 1901, 1907, 1912 och 1918, den sista gången som vald direkt av folket. Han var en förespråkare för Spansk-amerikanska kriget men hade svårt för att USA skulle annektera Hawaii och Filippinerna utan att deras invånare skulle få någonting som ens liknar medborgerliga rättigheter i USA. Han avled 1923 ombord på ett tåg i Maryland och efterträddes av svenskamerikanen Magnus Johnson.